# Бишо (город)
Бишо — город в Южно-Африканской Республике, являющийся административным центром Восточно-Капской провинции. Законодательная власть и другие правительственные ведомства Восточно-Капской провинции размещены в городе.
Слово «бишо» на языке коса означает буйвол, а также является названием реки, протекающей через город.
2 марта 2004 года город был официально переименован из Bisho в Bhisho.

## История
Под предыдущим названием Бишо была столицей территории бантустана Сискей. В 1981 году бантустану формально была предоставлена полная независимость, хотя это никогда не признавалось за пределами Южной Африки, и территория была вновь включена в состав ЮАР 12 августа 1994 года.
Будучи столицей, Сискея Бишо стал городом-побратимом Ариэля на Западном берегу реки Иордан.
7 сентября 1992 года в этом небольшом городе произошла Резня в Бишо.
В городе расположен один из кампусов Университета Форт-Хэр.